# Micropholis porphyrocarpa
Micropholis porphyrocarpa là một loài thực vật có hoa trong họ Hồng xiêm. Loài này được (Baehni) Monach. mô tả khoa học đầu tiên năm 1952.